# Rasmussen Island
Rasmussen Island ist eine kleine Insel vor der Graham-Küste des Grahamlands auf der Antarktischen Halbinsel. Sie liegt im nördlichen Teil der Waddington-Bucht.
Der belgische Polarforscher Adrien de Gerlache de Gomery benannte ihm Zuge der Belgica-Expedition (1897–1899) die nördliche Begrenzung der Einfahrt zur Waddington-Bucht als Cap Rasmussen. Die Auswertung von Luftaufnahmen ergab, dass es für de Gerlaches Benennung kein signifikantes Objekt in diesem Gebiet gibt. Zur Bewahrung der Benennung übertrug das UK Antarctic Place-Names Committee diese im Jahr 1959 auf die hier beschriebene Insel. Als mögliche Namensgeber werden in der Literatur der grönländisch-dänische Polarforscher Knud Rasmussen (1879–1933) und der dänische Maler Carl Rasmussen (1841–1893) genannt.